# Chlorochaeta hemictenes
Chlorochaeta hemictenes là một loài bướm đêm trong họ Geometridae.